# Wei Lian Huang
Wei Lian Huang (romanización de 黄威廉) ( 1925) es un profesor, y botánico chino, que ha trabajado extensamente en el "Instituto de Botánica", de la Academia China de las Ciencias. Y actividades académicas en la Universidad Normal de Guizhou Archivado el 9 de febrero de 2015 en Wayback Machine., especialista en la taxonomía de Pinaceae.
Ha publicado, entre otras, en Acta Phytotaxonomica Sinica.
- La abreviatura «W.L.Huang» se emplea para indicar a Wei Lian Huang como autoridad en la descripción y clasificación científica de los vegetales.[5]